# FIFA 07
FIFA 07 este un joc video produs de Electronic Arts, parte a seriei FIFA. Dezvoltat de EA Canada, este publicat de Electronic Arts la nivel mondial sub numele de EA Sports.
A fost ultimul joc din seria FIFA lansat pentru GameCube, Xbox, și Game Boy Advance, și al doilea din serie pentru Xbox 360. A fost lansat și pentru PC, Nintendo DS, PlayStation Portable, și PlayStation 2.
FIFA 07 are șapte coperți diferite, fiecare cu alți jucători, depinzând de regiunea în care a fost vândut jocul. Ronaldinho (FC Barcelona) a fost prezent pe toate coperțile. Alături de el au apărut Landon Donovan (Los Angeles Galaxy) și Francisco Fonseca (UANL Tigres) în America de Nord; Wayne Rooney (Manchester United) în Marea Britanie, Australia și Benelux; Lukas Podolski (Bayern Munchen) în Germania; David Villa (Valencia) în Spania; Kaká (Milan) în Italia; Juninho (Lyon) în Franța; Tranquillo Barnetta (Bayer Leverkusen) în Elveția; și Kim Nam-Il (Suwon Samsung Bluewings) în Coreea de Sud.
FIFA 07 a fost sponsor al echipei Accrington Stanley pentru sezonul 2007–08, cu logoul FIFA 07 vizibil pe spatele tricourilor echipei.

## Caracteristici
Jocul are următoarele caracteristici:
- Mai mult de 510 echipe în 27 de ligi și 20 de țări cu peste 10.000 de jucători licențiați.
- Ligi interactive: A fost introdusă o ligă interactivă online cu FA Premier League, Ligue 1, Bundesliga, și Primera División de México.
- Fani care reacționează la fiecare pasă din timpul jocului. Fanii își încurajează echipa în limba regiunii în care joacă.
- Modul Manager în care jucătorii îmbătrânesc și adună expreriență, care le cresc atribuțiile totale. Se pot primi jucători de la tineret sau jucători descoperiți de un scout.
- Sistem îmbunătățit de pase, dribling, tehnici de executare a loviturilor libere și inteligența artificială a portarilor.
- Tehnici avansate de șut care măsoară spațiul unui jucător, traiectoria și forța șutului. Se ia în calcul puterea de șut a fiecărui jucător, șutul fiind mai slab dacă a fost executat cu piciorul mai puțin folosit.
- Modul Manager poate fi transferat între PlayStation 2 și PlayStation Portabil cu un cablu USB. Modul
- Jocul depinde de condițiile terenului, vremii și a jucătorului. Acesta poate bate o lovitură liberă cu efect, lucru imposibil în FIFA 06.
- Abilitatea de a crea noi echipe (nu este inclusă și în versiunea de PSP.
- Banii din Modul Manager sunt lira sterlină, euro sau dolarul american, față de puncte în versiunea anterioară.
- Ca și jocul anterior, FIFA 07 are o echipă World XI (Selecționata lumii) și una Classic XI (Selecționata clasică), plus echipa MLS All-Star (Selecționata Americii de Nord).
- Noi lucruri în Fan Shop (magazinul fanilor).

### Ligi
FIFA 07 include 27 de ligi licensiate. Mai sunt: o ligă a echipelor naționale și una a restului lumii care include alte echipe notabile din lume.

#### Ligi licențiate
| - Bundesliga (Austria)360 - Jupiter Pro League 360 - Brazilian Campeonato Brasileiro360 - SAS Ligaen 1 360 - Eredivisie OL 360 - FA Premier LeagueOL - Football League Championship360 - Football League One360 - Football League Two360 - French Ligue 1 - French Ligue 2360 - German Bundesliga 1 - German Bundesliga 2360 - Italian Serie A - Italian Serie B2 360 | - Korean K-League360 - Major League Soccer360 4 - Mexican Primera Division - Tippeligaen360 - Polish Orange Ekstraklasads 360 - BWINLIGA360 - Scottish Premier League360 - Spanish Primera División - Segunda División360 - Swedish Allsvenskan360 - Swiss Axpo Super League360 - Turkcell Super League DS GBA 3 360 |

Note
360 - nu este disponibilă pe versiunea de Xbox 360.

DS - nu este disponibilă pe versiunea de DS.

GBA - nu este disponibilă pe versiunea de Game Boy Advance.

OL - Ligă interactivă online. 

1 - Liga daneză este o ligă generică pe versiunea de Nintendo DS.

2 - Juventus a fost inclusă în Serie B pe versiunile de Xbox, Xbox 360, PS2, Gamecube, PSP și PC, și Serie A pe alte console. 

3 - Inculsă pentru prima dată.

4 Deși Toronto FC s-a alăturat ligii MLS pentru sezonul 2007, nu a fost inclusă în joc.

### Restul lumii
FIFA 07 are 14 echipe în divizia „Rest of World”.  Liga este disponibilă pe toate platformele în afară de Xbox 360. Se pot crea alte două echipe.
| - Lausanne-Sport - Lugano - La Chaux-de-Fonds - Orlando Pirates - Kaizer Chiefs - Boca Juniors - River Plate | - Esporte Clube Bahia - Atlético Mineiro - AEK Atena - PAOK - Panathinaikos - Olympiacos - Sparta Praga |

#### Echipe naționale
FIFA 07 are 43 de echipe naționale. Cele mai notabile reprezentative cară lipsesc sunt cele a Țărilor de Jos (care a ajuns în șaisprezecimile CM 2006) și a Japoniei (inclusă doar în versiunea de Xbox 360, deși a ajuns în șaisprezecimile CM 2002, dar drepturile de licențiere aparțin companiei Konami).
| - Argentina - Australia - Austria - Belgia - Brazilia - Bulgaria - Camerun - China - Croația - Cehia - Danemarca | - Ecuador2 - Anglia - Finlanda - Franța - Germania - Grecia - Ungaria - Italia - Japonia2 - Coreea de Sud - Mexic | - Nigeria - Noua Zeelandă - Irlanda de Nord - Norvegia - Paraguay - Polonia - Portugalia - Irlanda - Irlanda de Nord - România - Rusia | - Scoția - Slovenia - Spania - Suedia - Țara Galilor - Elveția - Tunisia - Turcia - Ucraina1 - Statele Unite ale Americii - Uruguay |

1 Nou inclusă  

2 Numai în versiunea de Xbox 360 

### Stadioane
FIFA 07 are 51 de stadioane:
| - Allianz Arena (FC Bayern München și TSV 1860 München)1,2 - Amsterdam Arena (Ajax Amsterdam) - Anfield (Liverpool F.C.) - Atatürk Olympic Stadium (Turcia) - BayArena (Bayer Leverkusen) - Vicente Calderón (Atlético Madrid) - Camp Nou (FC Barcelona) - Constant Vanden Stock (R.S.C. Anderlecht) - Daegu Sports Complex (Daegu FC) - Emirates Stadium (Arsenal F.C.) 1 - Estadio Azteca (Club América, Mexic) - Estádio da Luz (S.L. Benfica) - Estádio do Bessa (Boavista F.C.) - Estádio do Dragão (F.C. Porto) - Estádio José Alvalade (Sporting Clube de Portugal) - HSH Nordbank Arena (Hamburger SV) - Stade Félix Bollaert (R.C. Lens) | - Mestalla (Valencia C.F.) - Millennium Stadium (Țăra Galilor) - Old Trafford (Manchester United F.C.) - Olympiastadion (Hertha BSC) 1 (finala ECC) - Parc des Princes (PSG) - San Siro (A.C. Milan, Inter Milan) 1 (finala EFA) - Santiago Bernabeu (Real Madrid) - Seoul Sang-Am (FC Seoul) - Westfalenstadion - Signal Iduna Park (Borussia Dortmund) - St James' Park (Newcastle United F.C.) - Stade de Gerland (Olympique Lyonnais) - Stadio delle Alpi (Torino F.C., Juventus F.C.) - Stadio Olimpico (A.S. Roma, S.S. Lazio)1 - Stade Velodrome (Olympique Marseille) - Stamford Bridge (Chelsea F.C.) - Veltins-Arena (FC Schalke 04)1 - Wembley Stadium1(Echipa națională de fotbal a Angliei, finalele Cupa FA, Carling Cup, LDV Vans Trophy și FA Community Shield) |

1 Nou inclus  

2 Numai în versiunea de Xbox 360 

## Coloană sonoră
FIFA 07 are o mare varietate de melodii din jurul lumii.  Este alcătuită din 42 de melodii: 
| - Angélique Kidjo - "Wele Wele" - Belasco - "Chloroform" - Bersuit Vergarabat - "O Vas a Misa..." - DJ Bitman - "Get on the Floor" - Blasted Mechanism - "Blasted Empire" - Boy Kill Boy - "Civil Sin" - caBas - "La Cadena de Oro" - Carlos Jean - "Get Down" - D.O.C.H.! - "Was in der Zeitung Steht" - Elefant - "Uh-oh Hello" - Epik High - "Fly" 1 - Fertig, Los! - "Sie ist in Mich Verliebt" - Gorillaz - "El Mañana" - Infadels - "Can't Get Enough (Mekon Remix)" - Keane - "Nothing in My Way" - Malibu Stacy - "Los AnGeles" - Mellowdrone - "Oh My" - Mobile - "New York Minute" - Morning Runner - "Gone up in Flames" - Muse - "Supermassive Black Hole" - Nightmare of You - "Dear Scene, I Wish I Were Deaf" | - Outlandish - "Kom Igen" - Paul Oakenfold - "Beautiful Goal" - Persephone's Bees - "Muzika Dlya Fil'ma" - Plastilina Mosh - "Peligroso Pop" - Polysics - "Tei! Tei! Tei!" - The Prototypes - "Kaleidoscope" - Ralph Myerz and the Jack Herren Band - "Deepest Red" - Seu Jorge - "Tive Razão" - Shiny Toy Guns - "You Are the One"¹ - Stijn - "Gasoline and Matches" - Surferosa - "Royal Uniform" - Tahiti 80 - "Big Day" 1 - The Feeling - "Sewn" - The Pinker Tones - "TMCr Grand Finale" 1 - The Sheer - "Understand" - The Young Punx - "You've Got To..." 1 - Tigarah - "Girl Fight" 1 - Trash Inc. - "Punk Rock Chick" - Us3 - "Kick This" 1 - Young Love - "Discotech" |

## Realizări și premii
- Marea Britanie: Al șaptelea cel mai vândut joc din toate timpurile  Arhivat în 29 septembrie 2007, la Wayback Machine.
- IGN: Jocul anului 2006: Cel mai bun joc din domeniul sportului (Xbox, PC)  Arhivat în 10 ianuarie 2007, la Wayback Machine. Arhivat în 9 ianuarie 2007, la Wayback Machine.
- IGN: Jocul anului 2006: Cea mai bună coloană sonoră licențiată (Xbox 360)  Arhivat în 15 ianuarie 2007, la Wayback Machine.
- TeamXbox.com: Jocul anului 2006: Cel mai bun joc din domeniul sportului (Xbox)
- Marea Britanie: A doua serie Fifa pe primul loc în topul de Crăciun (după FIFA 98)  Arhivat în 30 septembrie 2007, la Wayback Machine.
- Nominalizare AIAS (ediția a zecea): Cel mai bun joc din domeniul sportului al anului 2006  Arhivat în 14 octombrie 2007, la Wayback Machine., Best Licenced Sound Track of 2006 [nefuncțională]
- Recenzii mixte: 85% Xbox, 82% PS2, 80% Gamecube, 80% PSP, 78% PC, 73% Xbox 360. (metacritic.com)
- Nominalizare BAFTA (Premiile Jocurilor video 2007): Premiul Mondial al Gamerilor (votat de către public) (PS2)